# Hanzély Jenő
Hanzély Jenő (Szarvas, 1919. június 11. – Alsóörs, 2000. május 8.) magyar keramikus, szobrász.

## Életpályája
1935–1939 között a Magyar Iparművészeti Főiskola hallgatója volt, ahol Ohmann Béla, Lux Elek és Domanovszky Endre oktatta. Nyaranként a Százados úti művésztelepen dolgozott Nemes Györgynél és Kisfaludi Strobl Zsigmondnál. 1938-ban Aba-Novák Vilmos rajziskolájába is tanult. 1940-ben került Herendre tervezőnek. 1961–1979 között a porcelángyár művészeti vezetője volt.
Elsősorban porcelán kisplasztikákkal foglalkozott, a keleti stílus érdekelte, az 1500-as Thő-Hun stílus. Sok időt töltött a Kelet-ázsiai Múzeumban a keleti plasztikák tanulmányozásával. Érdekes feladataként tartotta számon a „rehabilitált” városlődi majolika teljes, új formakészletének tervezését.

## Köztéri művei
- Kerámia fal (Herend, 1963)

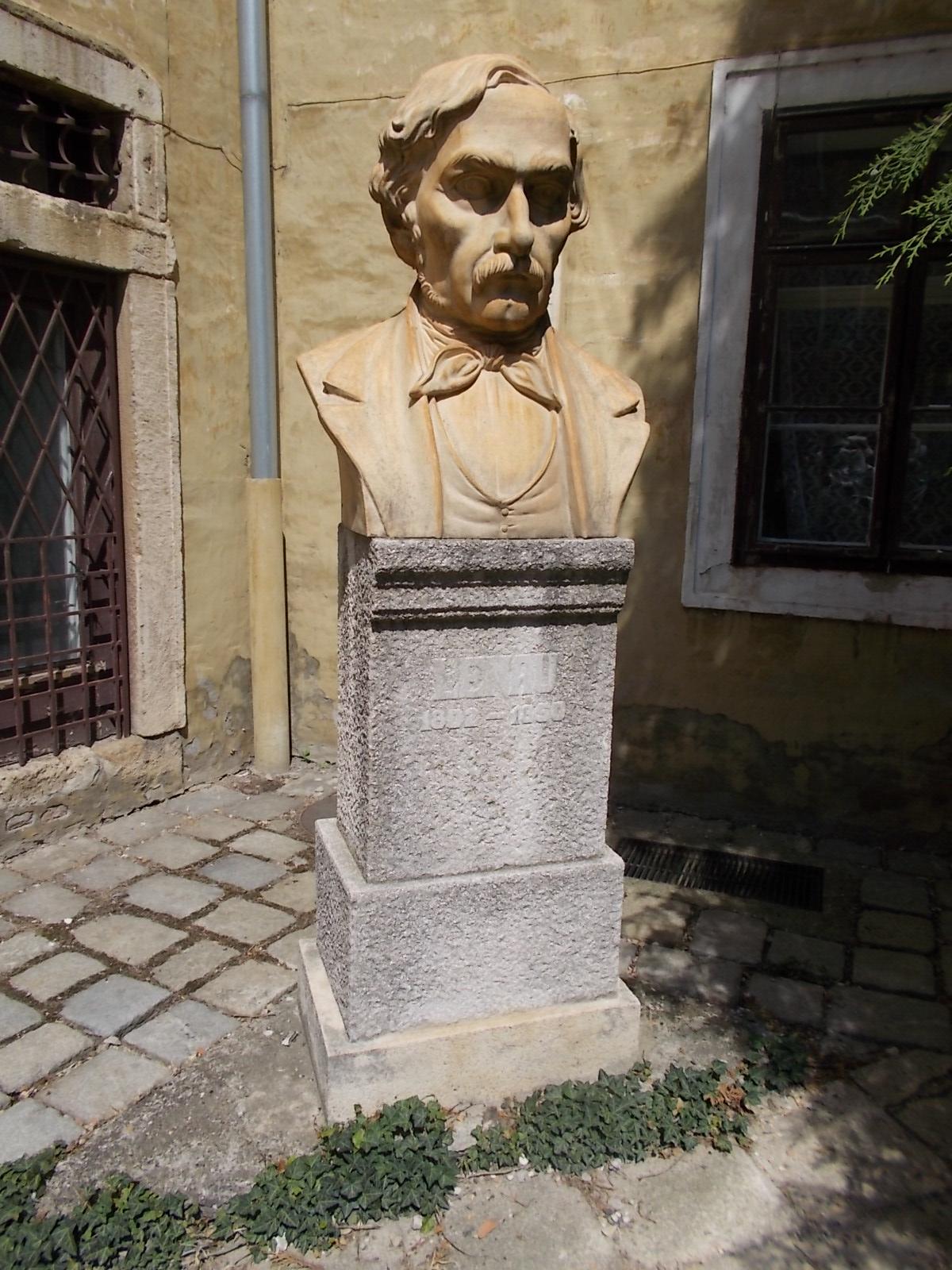
Nikolaus Lenau mellszobor Mosonmagyaróváron (Hanzély Jenő, 1978)

- Farkasházi Fischer Mór-emléktábla (Zirc, 1975)
- Nikolaus Lenau (Sátoraljaújhely, 1976)[2]
- Fischer Mór-mellszobor (Herend, 1976)
- Stingl Vince-mellszobor (Herend, 1976)
- Nikolaus Lenau (Mosonmagyaróvár, 1978)
- Nikolaus Lenau (Pécs, 2012)

## Kiállításai
| - 1955 Szeged - 1962, 1967–1968 Veszprém - 1967 Székesfehérvár, Miskolc - 1972 Párizs - 1975 Tihany | - 1950–1951, 1953 Budapest - 1958 Brüsszel - 1960 Veszprém - 1961 Milánó - 1968 Frankfurt - 1972 Párizs - 1975 Tihany |

## Díjai
- Világkiállítás, Brüsszel, elismerő oklevél (1958)
- SZOT-díj (1970)
- Veszprém Megyéért Érdemérem (1979)
- a Népköztársaság Érdemrendje (1979)